# 縱貫線 (南段)
縱貫線（南段）是指縱貫線從彰化車站至高雄車站間，由臺灣鐵路公司所經營的傳統鐵路幹線，沿途大多為平原及少部分丘陵地形。

## 路線資料
- 經營管轄：臺灣鐵路公司
- 路線距離：彰化＝高雄間188.9 km
- 軌距：1,067 mm
- 車站數：46（含起訖車站；2018年10月14日）
- 開業時間：1905年3月26日全線開通
- 雙線區間：全線
- 電化區間：全線（交流25KV）
- 行車制度：中央控制行車制（CTC）
- 隧道數目：1座
- 新左營至後庄間全線18公里無平交道
  - 新左營（不含）－後庄（不含）間（含屏東線）：高雄鐵路地下化
- 部分路段進行高架化／地下化計畫
  - 高架化路段
    - 彰化市區鐵路高架化（計畫中）
    - 斗六市區鐵路高架化（計畫中）
    - 嘉義市區鐵路高架化計畫（興建中）
    - 新營柳營鐵路高架化（計畫中）
    - 保安仁德鐵路高架化（計畫中）
    - 南科－新市區間（計畫中，新市市區鐵路高架化，新市站遷站）

  - 地下化路段
    - 永康－大橋區間（計畫中，永康鐵路地下化）
    - 大橋－南臺南區間（興建中，臺南市區鐵路地下化）

  - 連續立體化區間
    - 南科－南臺南區間（部分興建中、計畫中）

## 運行型態
- 區間車
  - 以彰化市、斗六市、嘉義市、新營區、臺南市區、高雄市區、屏東市等重要城市為中心往復運轉。
  - 每日3班以彰化-二水-（集集線）車埕往返。
  - 營運模式以后里-潮州、后里-嘉義、基隆-嘉義、嘉義-潮州為主，少部分班次北端行駛至豐原；南端行駛至屏東。
- 西部幹線對號列車
  - 上行列車多以潮州或屏東為始發車站，迄於七堵或基隆。
  - 下行列車多以七堵或基隆為始發車站，迄於屏東或潮州。
  - 部份列車營運模式以新左營-屏東為主，少部分班次南端會行駛至潮州。
  - 部份列車為跨東、西幹線行駛，可抵達花蓮及臺東。

## 歷史

### 選線
- 根據臺灣總督府鐵道部編《臺灣鐵道史》一書， 縱貫線南段在嘉義曾文溪間、臺南附近、鳳山附近分別有比較線：

| 比較線路段   | 比較線方案 | 最終定線                                                                               | 說明 |
| ------------ | --- | -------------------------------------------------------------------------------------- | --- |
| 嘉義曾文溪間 | - 經由店仔口（今臺南市白河區）、果毅後（今臺南市柳營區）、六甲區，較接近山麓 - 經由水堀頭（今嘉義縣水上鄉）、塩水港（今臺南市鹽水區），較接近海側 - 經由水堀頭、後壁藔（今臺南市後壁區）、新營（今臺南市新營區）、林鳳營（今臺南市六甲區），位置居中 | 經由水堀頭、後壁藔（今臺南市後壁區）、新營（今臺南市新營區）、林鳳營（今臺南市六甲區） | 雖然當時鹽水依舊繁榮，但評估後認為鹽水發展有限，且嘉義依山、鹽水傍海，路線勢必彎繞冗長；而六甲線雖然有利於山麓交通，但人口、聚落有限，所以最後選擇各項條件較平均的新營線。但鹽水當地普遍流傳是地方反對鐵路經過所致。 另外，三線均牽就曾文溪之水文條件，選擇在拔仔林（今臺南市官田區拔林里）渡曾文溪。造成原先較大的市鎮──麻豆摒除在鐵路服務範圍外。 |
| 臺南附近     | 在新市街、阿公店（今高雄市岡山區）間規劃二條比較線： - 經由臺南市新化區、楊厝（今臺南市歸仁區看東里）、高雄市阿蓮區 - 支線：安平楊厝線（楊厝＝臺南＝安平） - 經由臺南市永康區、臺南市東區、高雄市路竹區                                            | 經由臺南市永康區、臺南市東區、高雄市路竹區                                             | 由於考慮到安平港已經逐漸淤塞，港埠功能將轉移至高雄，似無興建安平支線的必要，且楊厝線至臺南尚需轉乘，十分不便，所以最後選擇了臺南線。 |
| 鳳山附近     | 在楠子坑（今高雄市楠梓區）、鳳山（今高雄市鳳山區）間規劃二條比較線： - 經由高雄市仁武區、鳥松區、鳳山區直至打狗（高雄港） - 經由高雄市左營區直至打狗（高雄港）                                                                                     | 經由高雄市左營區直至打狗（高雄港）                                                     | 由於考慮到鳳山發展有限，並且有全力發展高雄的計畫，所以選擇了路線較短的後者。但後來仍舊另外興建鳳山支線，成為今日屏東線的前身。 |

### 興建沿革
- 縱貫線南段於1899年11月自打狗（今高雄鼓山區南部）往北鋪設[2]，隔年（1900年）11月29日打狗臺南段開始營運，再隔年（1901年）5月15日營業路段沿伸至今善化車站[3][4]，而到了1905年3月26日南段路線已通車至彰化[3][5]。
- 1907年6月16日，第一代濁水溪橋（永久橋）竣工[3]。
- 1935年10月，完成臺南—高雄段雙線（含二層行溪橋改建）。
- 1942年，完成民雄—嘉義段雙線（含牛稠溪橋改建）[6]。
- 1943年，完成新市—臺南段雙線[6]。
- 1951年7月，改建急水溪橋為複線大橋[7]。
- 1953年6月16日，第二代曾文溪橋完工[8]。
- 1960年11月，彰化—臺南段行車制度由雙信閉塞式或電氣路牌閉塞式更新為中央控制行車制（CTC），為亞洲最早採用CTC之鐵路路段[7][9]。
- 1968年：
  - 4月29日，臺南—高雄段行車制度由雙信閉塞式更新為複線自動閉塞式（ABS）[10]。
  - 11月23日，完成北回歸線站—南靖段雙線[10]。
- 1969年9月30日，完成善化—新市段雙線[6]。
- 1970年：
  - 6月11日，完成彰化—員林段、社頭—二水段、林內—斗六段、南靖—林鳳營段雙線。
  - 10月6日，完成員林—社頭段、斗六—民雄段、林鳳營—善化段雙線[11]。
  - 10月24日，嘉義—北回歸線站間雙線通車[6]，同日彰化站內舉行「慶祝彰化台南間雙軌竣工通車」典禮[12]。
- 1971年6月28日，二水—林內間雙軌工程新建之第二代濁水溪橋通車，實質完成彰化—台南段全區間雙線[13]。
- 1979年，縱貫線電氣化全線通車。
- 1989年～1991年，濁水溪橋、林子頭溪橋、三疊溪橋、八掌溪橋重建完成[14]。
- 1991年，將臺南—高雄段行車制度由複線自動閉塞式（ABS）更新為中央控制行車制（CTC）[15]。
- 2007年（？），第三代牛稠溪橋完工通車。
- 2013年：
  - 6月6日，鹽水溪橋及橋南高架段雙線通車。
  - 6月28日，第三代曾文溪橋與橋南高架段雙線通車[16]。
- 2014年：
  - 1月14日，第三代二層行溪橋完工通車。
  - 11月2日，員林高架段竣工啟用。
- 2018年10月14日，新左營（不含）—高雄段鐵路地下化完工通車。

### 改線
- 1900年～1941年間，由於仍以今天的高雄港站為縱貫線終點—高雄站，因此當時列車皆直接行駛至高雄港站。即使高雄站已於1941年遷站至現今站址，鼓山－高雄間新建路軌，仍有列車以鼓山－壽山－高雄港－壽山－三塊厝－高雄的方式運行。直到高雄港站停辦客運，壽山站、三塊厝站廢止，以及屏東線高雄港－高雄間專用路線廢止。
- 1961年6月4日，半屏山發生山崩，掩埋縱貫線約1000公尺，不得已另建新路線改線，於1961年10月1日通車[17]。
- 岡山車站配合都市計畫，路線及站址東遷380米，於1993年10月29日啟用。
- 2004年（？）～2006年，因應新建高鐵左營基地，原1961年半屏山東側新線再度改線，並於2006年10月27日啟用新左營站。

## 車站一覽
縱貫線於2003年至2008年間使用通用拼音作為各站譯名，除縣、省轄市以上地名保留威妥瑪或郵政式拼音外，現已逐步更換為漢語拼音。
（註：車站等級：分為特等、一等、二等、三等、甲簡、乙簡、丙簡、簡易、招呼、號誌）

### 營運中車站
| 車站名稱              | 車站名稱                                | 車站代碼 | 營業里程 基隆起 經山線 | 等級 | 續接／交會路線                                                           | 備註                                         | 所在地   | 所在地 |
| 中文 （國音電碼）     | 英譯                                    | 車站代碼 | 營業里程 基隆起 經山線 | 等級 | 續接／交會路線                                                           | 備註                                         | 所在地   | 所在地 |
| --------------------- | --------------------------------------- | -------- | ---------------------- | ---- | ------------------------------------------------------------------------ | -------------------------------------------- | -------- | ------ |
| 縱貫線（南段）        |                                         |          |                        |      |                                                                          |                                              |          |        |
| 彰化 （ㄓㄤ）         | Changhua                                | 3360     | 210.9                  | 一等 | →臺中線（山線）（上行端） →海岸線（海線）（上行端）                      | 彰化扇形車庫                                 | 彰 化 縣 | 彰化市 |
| 南彰化                | Nan Changhua                            | －       | －                     | －   |                                                                          | 規劃中                                       | 彰 化 縣 | 彰化市 |
| 花壇 （ㄊㄢ）         | Huatan                                  | 3370     | 217.5                  | 甲簡 |                                                                          | 由彰化車站管理                               | 彰 化 縣 | 花壇鄉 |
| 大村                  | Dacun                                   | 3380     | 222.1                  | 簡易 |                                                                          | 由員林車站管理                               | 彰 化 縣 | 大村鄉 |
| 員林 （ㄩㄌ）         | Yuanlin                                 | 3390     | 225.6                  | 一等 |                                                                          | 高架車站                                     | 彰 化 縣 | 員林市 |
| 永靖 （ㄥㄐ）         | Yongjing                                | 3400     | 229.1                  | 招呼 |                                                                          | 由員林車站管理                               | 彰 化 縣 | 永靖鄉 |
| 社頭 （ㄕㄜ）         | Shetou                                  | 3410     | 232.8                  | 三等 |                                                                          |                                              | 彰 化 縣 | 社頭鄉 |
| 田中 （ㄊㄧㄢ）       | Tianzhong                               | 3420     | 237.1                  | 二等 |                                                                          |                                              | 彰 化 縣 | 田中鎮 |
| 二水 （ㄦㄕ）         | Ershui                                  | 3430     | 242.9                  | 二等 | →集集線（下行端）                                                        |                                              | 彰 化 縣 | 二水鄉 |
| 林內 （ㄌㄣ）         | Linnei                                  | 3450     | 251.0                  | 三等 |                                                                          |                                              | 雲 林 縣 | 林內鄉 |
| 石榴 （ㄌㄧㄡ）       | Shiliu                                  | 3460     | 255.8                  | 招呼 |                                                                          | 由斗六車站管理                               | 雲 林 縣 | 斗六市 |
| 斗六 （ㄉㄡ）         | Douliu                                  | 3470     | 260.6                  | 一等 |                                                                          |                                              | 雲 林 縣 | 斗六市 |
| 雲林                  | Yunlin county GOV                       | －       | －                     | －   |                                                                          | 計畫中                                       | 雲 林 縣 | 斗六市 |
| 斗南 （ㄉㄋ）         | Dounan                                  | 3480     | 268.2                  | 二等 |                                                                          | 設有側線通往虎尾貨運站                       | 雲 林 縣 | 斗南鎮 |
| 石龜 （ㄕㄍㄟ）       | Shigui                                  | 3490     | 272.1                  | 招呼 |                                                                          | 由斗南車站管理                               | 雲 林 縣 | 斗南鎮 |
| 大林 （ㄉㄌㄣ）       | Dalin                                   | 4050     | 276.7                  | 三等 |                                                                          |                                              | 嘉 義 縣 | 大林鎮 |
| 民雄 （ㄇㄣ）         | Minxiong                                | 4060     | 282.5                  | 三等 |                                                                          |                                              | 嘉 義 縣 | 民雄鄉 |
| 嘉北                  | Jiabei                                  | 4070     | 289.2                  | 簡易 |                                                                          | 由嘉義車站管理 高架化工程進行中              | 嘉 義 市 | 東區   |
| 嘉義 （ㄐㄧ）         | Chiayi                                  | 4080     | 291.8                  | 一等 | 阿里山森林鐵路 嘉義BRT                                                   | 高架化工程進行中                             | 嘉 義 市 | 西區   |
| 北歸線 （ㄅㄏ）       | Tropic of Cancer                        | －       | 296.3                  | －   | →水上機場支線                                                            | 貨運車站 高架化工程中計畫復站，並更名為北    | 嘉 義 縣 | 水上鄉 |
| 水上 （ㄕㄟ）         | Shuishang                               | 4090     | 298.4                  | 簡易 |                                                                          | 由嘉義車站管理                               | 嘉 義 縣 | 水上鄉 |
| 南靖 （ㄋㄐ）         | Nanjing                                 | 4100     | 301.0                  | 甲簡 |                                                                          | 由嘉義車站管理                               | 嘉 義 縣 | 水上鄉 |
| 後壁 （ㄏㄅ）         | Houbi                                   | 4110     | 307.0                  | 甲簡 |                                                                          | 由新營車站管理                               | 臺 南 市 | 後壁區 |
| 新營 （ㄒㄥ）         | Xinying                                 | 4120     | 314.7                  | 一等 | 糖業鐵路八翁線                                                           |                                              | 臺 南 市 | 新營區 |
| 柳營 （ㄌㄧ）         | Liuying                                 | 4130     | 318.0                  | 簡易 |                                                                          | 由新營車站管理                               | 臺 南 市 | 柳營區 |
| 林鳳營 （ㄌㄈ）       | Linfengying                             | 4140     | 321.9                  | 甲簡 |                                                                          | 由隆田車站管理                               | 臺 南 市 | 六甲區 |
| 隆田 （ㄌㄥㄊ）       | Longtian                                | 4150     | 327.4                  | 二等 |                                                                          |                                              | 臺 南 市 | 官田區 |
| 拔林 （ㄅㄚㄌ）       | Balin                                   | 4160     | 329.6                  | 招呼 |                                                                          | 無人站 由隆田車站管理                        | 臺 南 市 | 官田區 |
| 善化 （ㄕㄏ）         | Shanhua                                 | 4170     | 334.2                  | 二等 |                                                                          |                                              | 臺 南 市 | 善化區 |
| 南科                  | Nanke                                   | 4180     | 337.1                  | 簡易 |                                                                          | 由善化車站管理                               | 臺 南 市 | 新市區 |
| 新市 （ㄒㄕ）         | Xinshi                                  | 4190     | 341.8                  | 三等 |                                                                          |                                              | 臺 南 市 | 新市區 |
| 永工                  | Yongkang Industrial Park Service Center | －       | －                     | －   |                                                                          | 計畫中                                       | 臺 南 市 | 永康區 |
| 永康 （ㄎㄤ）         | Yongkang                                | 4200     | 346.8                  | 二等 |                                                                          |                                              | 臺 南 市 | 永康區 |
| 康橋                  | Kangqiao                                | －       | －                     | －   |                                                                          | 計畫中                                       | 臺 南 市 | 永康區 |
| 大橋                  | Daqiao                                  | 4210     | 350.5                  | 簡易 | 高鐵快捷公車 · 臺南捷運 藍線                                             | 由臺南車站管理                               | 臺 南 市 | 永康區 |
| 臺南 （ㄊㄋ）         | Tainan                                  | 4220     | 353.2                  | 一等 | 臺南捷運 綠線                                                            | 台灣最西端鐵路車站 地下化工程興建中          | 臺 南 市 | 東區   |
| 林森                  | Linsen                                  | －       | －                     | －   |                                                                          | 地下化工程興建中                             | 臺 南 市 | 東區   |
| 南臺南 （ㄋㄊㄋ）     | South Tainan                            | －       | 357.0                  | －   |                                                                          | 原本已廢止，地下化工程中計畫恢復，目前興建中 | 臺 南 市 | 東區   |
| 保安 （ㄠㄢ）         | Bao'an                                  | 4250     | 360.8                  | 三等 |                                                                          |                                              | 臺 南 市 | 仁德區 |
| 仁德                  | Rende                                   | 4260     | 362.0                  | 簡易 |                                                                          | 由中洲車站管理                               | 臺 南 市 | 仁德區 |
| 中洲 （ㄓㄡ）         | Zhongzhou                               | 4270     | 364.8                  | 二等 | →沙崙線（下行端）                                                        |                                              | 臺 南 市 | 仁德區 |
| 大湖 （ㄉㄏㄨ）       | Dahu                                    | 4290     | 367.7                  | 三等 |                                                                          |                                              | 高 雄 市 | 路竹區 |
| 路竹 （ㄌㄨ）         | Luzhu                                   | 4300     | 370.6                  | 三等 |                                                                          |                                              | 高 雄 市 | 路竹區 |
| 岡山 （ㄍㄤ）         | Gangshan                                | 4310     | 378.4                  | 一等 | 高雄捷運 紅線 ：岡山車站                                                 |                                              | 高 雄 市 | 岡山區 |
| 橋頭 （ㄑㄠ）         | Qiaotou                                 | 4320     | 382.0                  | 三等 | 高雄捷運 紅線                                                            |                                              | 高 雄 市 | 橋頭區 |
| 楠梓 （ㄋㄗ）         | Nanzi                                   | 4330     | 386.2                  | 二等 |                                                                          |                                              | 高 雄 市 | 楠梓區 |
| 新左營 （ㄒㄗㄛ）     | Xinzuoying                              | 4340     | 391.3                  | 一等 | 台灣高速鐵路：左營 高雄捷運 紅線                                         |                                              | 高 雄 市 | 左營區 |
| 左營（舊城） （ㄗㄛ） | Zuoying (Jiucheng)                      | 4350     | 393.2                  | 簡易 |                                                                          | 由新左營車站管理 原名為左營 地下車站         | 高 雄 市 | 左營區 |
| 內惟 （ㄋㄨ）         | Neiwei                                  | 4360     | 394.4                  | 簡易 |                                                                          | 由新左營車站管理 地下車站                    | 高 雄 市 | 鼓山區 |
| 美術館                | Museum of Fine Arts (K.M.F.A.)          | 4370     | 396.1                  | 乙簡 | 高雄捷運 環狀輕軌                                                        | 由高雄車站管理 地下車站                      | 高 雄 市 | 鼓山區 |
| 鼓山 （ㄍㄕ）         | Gushan                                  | 4380     | 397.3                  | 簡易 | 高雄捷運 環狀輕軌                                                        | 由高雄車站管理 地下車站                      | 高 雄 市 | 鼓山區 |
| 三塊厝 （ㄙㄎㄘ）     | Sankuaicuo                              | 4390     | 399.0                  | 簡易 |                                                                          | 由高雄車站管理 地下車站                      | 高 雄 市 | 三民區 |
| 高雄 （ㄍㄠ）         | Kaohsiung                               | 4400     | 399.8                  | 特等 | 台灣高速鐵路：高雄 高雄捷運 紅線 → 屏東線（下行端） → 高雄臨港線(已廢止) | 地下車站                                     | 高 雄 市 | 三民區 |

### 廢止車站及設施
| 車站名稱             | 車站名稱              | 營業里程 基隆起 | 等級 | 續接／交會路線                | 備註                                             | 所在地 | 所在地 |
| 中文 （國音電碼）    | 英譯 廢除時拼音       | 營業里程 基隆起 | 等級 | 續接／交會路線                | 備註                                             | 所在地 | 所在地 |
| -------------------- | --------------------- | --------------- | ---- | ----------------------------- | ------------------------------------------------ | ------ | ------ |
| 花壇北號誌（ㄊㄢㄅ） | Huatan North Signal   | ---             | 號誌 |                               | 延長線號誌站，路線雙軌化後停用                   | 彰化縣 | 花壇鄉 |
| K227號誌             | K227 Signal           | 221.3           | 號誌 | 花壇＝大村間                  | 會車號誌站，路線雙軌化後停用                     | 彰化縣 | 花壇鄉 |
| 南二水號誌（ㄋㄦ）   | Ershui South Signal   | ---             | 號誌 | 二水＝林內間                  | 會車號誌站，後改為延長線號誌站，路線雙軌化後停用 | 彰化縣 | 二水鄉 |
| 北林內號誌（ㄅㄌㄣ） | Linnei North Signal   | ---             | 號誌 | 二水＝林內間                  | 會車號誌站，後改為延長線號誌站，路線雙軌化後停用 | 雲林縣 | 林內鄉 |
| K270號誌             | K270 Signal           | 264.3           | 號誌 | 斗六＝斗南間                  | 會車號誌站，路線雙軌化後停用                     | 雲林縣 | 斗六市 |
| 新營北號誌（ㄒㄅㄏ） | Hsinying North Signal | ---             | 號誌 |                               | 延長線號誌站，路線雙軌化後停用                   | 臺南市 | 新營區 |
| 新營南號誌（ㄒㄋㄏ） | Hsinying South Signal | ---             | 號誌 |                               | 延長線號誌站，路線雙軌化後停用                   | 臺南市 | 新營區 |
| 善化北號誌（ㄕㄏㄅ） | Shanhua North Signal  | ---             | 號誌 |                               | 延長線號誌站，路線雙軌化後停用                   | 臺南市 | 善化區 |
| 善化南號誌（ㄕㄏㄋ） | Shanhua South Signal  | ---             | 號誌 |                               | 延長線號誌站，路線雙軌化後停用                   | 臺南市 | 善化區 |
| 東門                 | Tungmen               | 354.7           | 招呼 | 台南＝保安間                  |                                                  | 臺南市 | 東區   |
| 三埤                 | Sanpi                 | 374.0           | 招呼 | 路竹＝岡山間                  |                                                  | 高雄市 | 路竹區 |
| 壽山（ㄕㄕㄢ）       | Shoushan              | 403.0           | 招呼 | 高雄港－高雄間                | 舊名「山下町」                                   | 高雄市 | 鹽埕區 |
| 高雄港（ㄍㄍ）       | Kaohsiung Port        | 404.4           | 一等 | →高雄臨港線東段（已拆除軌道） | 貨運車站                                         | 高雄市 | 鼓山區 |

## 註解
1. ↑  臺灣鐵路局，《臺灣鐵路路線圖（西線）》，1965年5月。
2. ↑  戴寶村、蔡承豪; （編纂委員）王志弘、吳泉源、林崇熙、陳其南、黃士娟、黃俊銘、戴寶村. . 國立臺灣博物館. 2009年11月. ISBN 978-986-02-1091-0.
3. 1 2 3  . 臺北: 臺灣總督府鐵道部. 1911年3月25日.
4. ↑  林栭顯. . 國史館臺灣文獻館. 2006年7月: 51. ISBN 986-00-5566-1.
5. ↑  . 彰化縣: 彰化縣文化局. 2005年8月.
6. 1 2 3 4  . 2004-2018年  [2018-12-07]. （原始内容存档于2019-08-12）.
7. 1 2  交通部交通研究所. . 臺北市. 1962年.
8. ↑  周俊霖、許永河. . 臺南縣政府. 2007年8月: 172、62－64頁. ISBN 978-986-00-9695-8.
9. ↑  . 臺北市: 臺灣鐵路管理局. 1981年.
10. 1 2  交通部交通研究所. . 臺北市. 1969年11月.
11. ↑  交通部交通研究所：中華民國59年《交通年鑑》，臺北市，1971年11月，頁233。
12. ↑  . 2013年7月6日  [2019年6月7日]. （原始内容存档于2019年7月21日）.
13. ↑  交通部交通研究所：中華民國60年《交通年鑑》，臺北市，1972年10月，頁205～206。
14. ↑  臺灣鐵路管理局鐵路沿線老舊橋樑重建工程處. . 苗栗. 1991年5月31日.
15. ↑  交通部：中華民國80年《交通年鑑》，台北，1992年10月，頁299。
16. ↑  臺灣鐵路管理局. . 中華民國交通部. 2013-06-21  [2013-07-02]. （原始内容存档于2019-05-02）.
17. ↑  〈半屏山段新鐵道 昨天正式啟用〉，《聯合報》，1961年10月2日，第2版。
18. ↑  .   [2013-01-27]. （原始内容存档于2013-06-02）.
19. ↑  臺灣鐵路管理局《國音電報簡稱本》民國50年及55年版

## 外部連結
- 交通部鐵道局 （页面存档备份，存于）
- 臺灣鐵路公司 （页面存档备份，存于）